# 印度
印度共和国（羅馬化：Bhārat Gaṇarājya），通称印度（羅馬化：Bhārat），是位于南亚次大陆上的国家，面积位列世界第七，是亞洲面积第三大的国家，實際控制领土面积约316万6千平方公里。印度人口众多，列世界首位。截至2022年12月，印度拥有接近14亿170萬人口。按国内生产总值计算，印度现在已經成为世界第五大经济体。
印度并不是单一民族及文化的国家，其境內族群和种族繁多，印度人中的印度斯坦族（英屬印度發明的稱謂，指以印地語為母語的人士，非其自稱）占印度总人口的大约一半，各族群都拥有各自的语言文字，仅宪法承认的官方语言就有22种之多，其中印地语和英语均被定为联邦官方的语言，并且法院裁定印度没有国语；英语作為共同語言使用在印度非常流行，尤其是在南印度，地位更高于印地语。印度也是一个多宗教多信仰的国家，号称“宗教博物馆”，世界主要宗教中的佛教和印度教都源自古印度，而大部分印度人信仰印度教；伊斯兰教作为印度的第二大宗教也有1亿8千万信徒，自公元8世纪随着阿拉伯帝国的扩张而传播到印度次大陆，公元10世纪后北印度的大多数王朝统治者都信奉伊斯兰教，其中的莫卧儿王朝几乎征服整个次大陆；第三大宗教基督宗教亦有3千萬信徒，對於印度與基督教世界的往來甚有助益。印度是公认拥有核武器的国家之一。印度也是众多正式和非正式的多边国际组织的成员，包括聯合國、世界贸易组织、大英國協、金砖五国、四國聯盟、南亚区域合作联盟和不结盟运动等。印度被视为潜在超级大国之一。印度是世界第三大军费支出国，在2021年其军费预算达到766亿美元。
以耕种农业、城市手工业、服务业以及其支撑产业为主的部分行业已经相对取得了进展。除了民族文化与北方地形的丰富使印度旅游业颇受欢迎之外，由于时差，大批能说英语的人才也投入外包行业。另一方面，宝莱坞电影的文化输出在英语圈乃至全球的影响力不亚于世界主流。同时印度还是很多专利过期药物的生产地，以低价格提供可靠的医疗。近年来，印度政府还大力投资本国高等教育，以利于在科学上与国际接轨，例如自主太空研究、印度半岛生态研究等等。印度最重要的贸易伙伴是美国、欧盟、中华人民共和国、阿拉伯联合酋长国。

## 国名释义
历史上，中国对印度的称呼几经改变。西汉译为羌独，东汉称为“天竺”。唐代玄奘在《大唐西域記》認為「夫天竺之稱，異議糾紛，舊云身毒，或曰天竺，今從正音，宜云印度」，於是正式以印度（他称之为“五印度”）取代舊稱。而“天竺”、“身毒”、“印度”等译名皆源于印度河的梵语名 （Sindhu）——其波斯语变音为 （Hindu），希腊语变为 （Indu），龟兹语則是 Indaka。
印度人自称婆罗多。印度曾有过很多国名，对同一名称的来历，也众说纷纭，莫衷一是。根据耆那教传说，教祖里施波德沃的长子叫“波勒德”，他是一位威望很高的国王，因此他的国家便以波勒德的变音“婆罗多”命名。又据《往世书》记载，包勒沃王朝著名国王杜施因德的儿子叫“波勒德”，擅长武功，在继任国王期间，打败了许多雅利安人小王国。《梵书》中曾记载其武功。由于波勒德的原因，其后裔一直被认为是“婆罗多”，国祚甚长。因此这个国家便以婆罗多命名。在《往世书》中尚有另外的记载，如“在大海以北和喜马拉雅山以南，有个国家，名叫‘婆罗多·沃勒施’，因波勒德的后裔居住而得其名称”。由此表明，印度居民古時也叫“帕勒迪”（意即婆罗多人）。又有些学者认为，帕勒迪是指雅利安人进入印度以前的当地土著人而言，其文明遗迹在哈拉帕和摩亨佐-达罗早有发现。不过这种说法存在争议，有人认为帕勒迪人是指婆罗多国王的子孙后代。

## 历史
印度存在过旧石器时代和新石器时代。主要位于今巴基斯坦境内的印度河文明是世界上最早的古文明之一，最迟在公元前2500年，印度河流域就有古代印度人创造的文明，由于最早发现该文明遗址的地方位于现在巴基斯坦境内的哈拉帕和摩亨佐-达罗，所以这个文明也被称为印度河文明或者哈拉帕文明。古印度人建立了严密的社会等级制度，不过该文明在公元前2000年左右的时候突然衰落，印度河流域文明崩解，其文化的载体语言和文字也衰亡，无人能懂。導致古印度文明衰落中断的原因至今在考古界则莫衷一是。近代基因研究显示印度人彼此的基因差异较小，可能是在古代遭遇过大天灾使人口大幅减少的缘故。另有一些专家认为主因是印度河流域的大洪水或發生乾枯。
公元前1500年左右，雅利安人族群入侵印度次大陆西北部的印度河流域和北部的恒河流域，在之后的数世纪中，雅利安人逐渐定居并从事农业活动。雅利安人带来的外来语言印歐語系取代了当地语言，在文化上与当地人结合，创造了经典的吠陀文化。今北印度的主要語言為印歐語系，但在印度南方，仍盛行更早就傳入印度的達羅毗荼語系。
雅利安人帶來的文明相对于印度河流域的印度河文明而言晚了几个世纪，故与之相对地，一般称之为恒河文明。恒河文明成为延续至今的印度文化的源头，恒河也被印度教徒视为神灵和母亲河。雅利安人入侵后，为了区别本地土著和雅利安人，种姓制度慢慢开始在印度盛行。

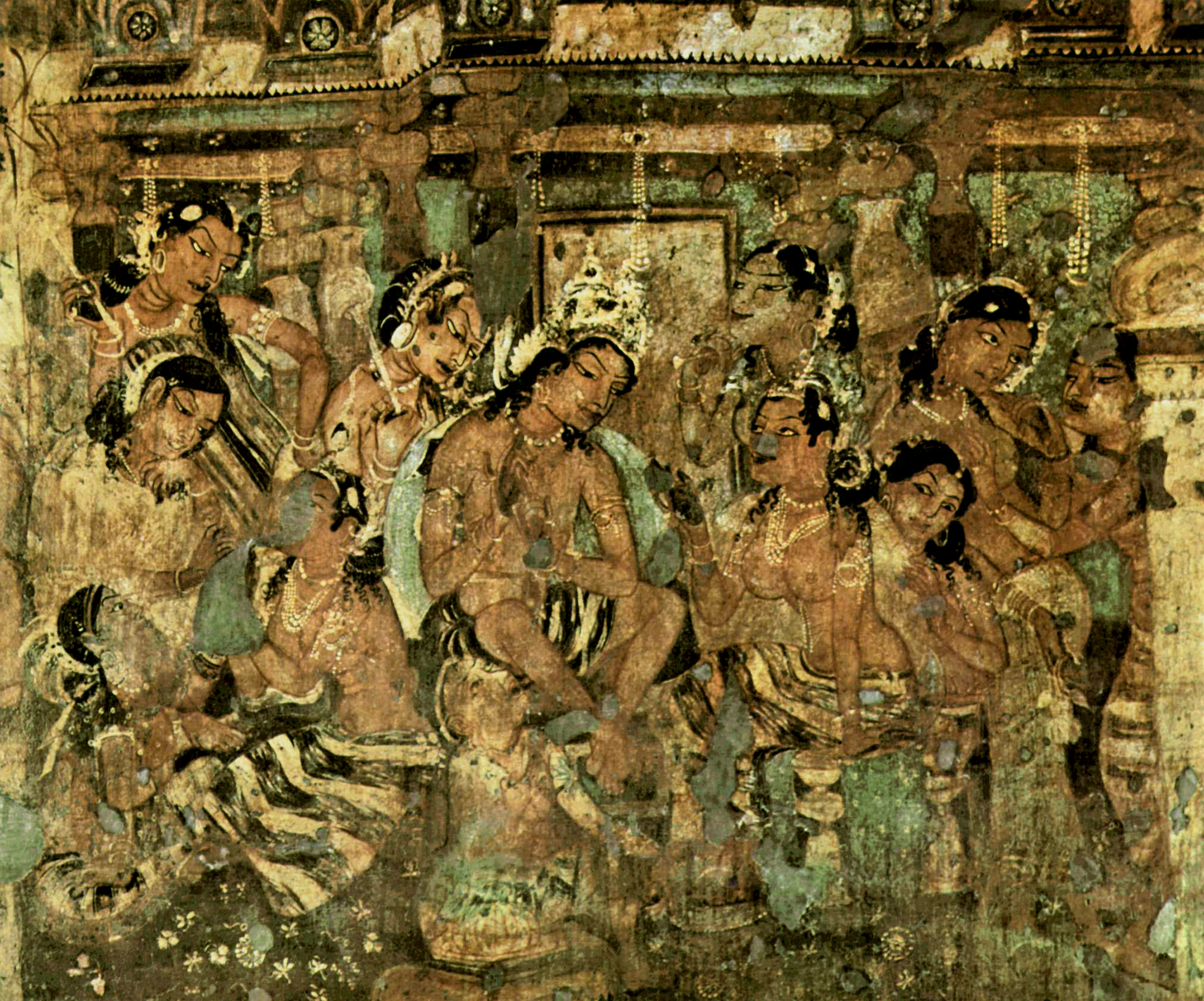
阿旖陀石窟壁画。阿育王时始建。其壁画被视为佛教艺术的经典

公元前3世纪中叶，孔雀王朝国王阿育王统一除南印度迈索尔地区以外的整个次大陆。但阿育王死后，孔雀王朝走向衰落。此后印度就进入了一个长期的列国的时代。其中贵霜帝国和笈多王朝曾短暂统一过北印，各种宗教在这段时期开始兴起，包括婆罗门教（印度教前身）和佛教；这个时期也是印度科学、艺术与文化的黄金时期。
公元8世纪，阿拉伯帝国开始入侵印度次大陆，引进了伊斯兰文化，不过发迹于摩羯陀的波罗王朝曾在770－850年间短暂统一过北印度。12世纪开始，来自于今阿富汗的伊斯兰化的突厥人在1148年反叛伽色尼王朝建立的古尔王朝大规模入侵北印度，攻占了印度河平原和恒河平原，并且向南推进到纳尔默达河，之后衍生出了德里苏丹国，自13世纪的德里苏丹国开始印度歷史有了較確切的史料記錄。德里苏丹国在经历图格鲁克王朝的顶峰之后开始衰落，无力控制庞大的印度南部德干高原，加上帖木儿的入侵导致衰落，印度逐渐又进入了列国割据的时代。
15世纪末，渡海而来的欧洲商人逐渐开始认识到印度的重要性，并积极在此开辟殖民地。德里苏丹国瓦解后，同样是来自中亚的帖木儿的后裔巴布尔在1526年攻灭印度德里苏丹国的最后一个王朝，建立了莫卧儿帝国，经历胡马雍，阿克巴，贾汉吉尔，沙贾汗，到奥朗则布时代达到顶峰，几乎统一了整个印度次大陆。但是，莫卧儿帝国的统治同样因宗教冲突而迅速衰落，与此同时，强大的葡萄牙、荷兰、英国和法国等西方殖民者却蜂拥踏上次大陆，并为争夺印度而发生激烈的冲突。1849年，英国东印度公司成功掌握了印度全境的统治权，只余少数地区由葡萄牙及法国统治。1857年，印度全境爆发了著名的印度起义，反抗英国统治者，但很快被镇压。不过印度也由英国东印度公司的统治转为由英国直接统治，成立印度殖民政府，并结束了名义上还存在的莫卧儿帝国。

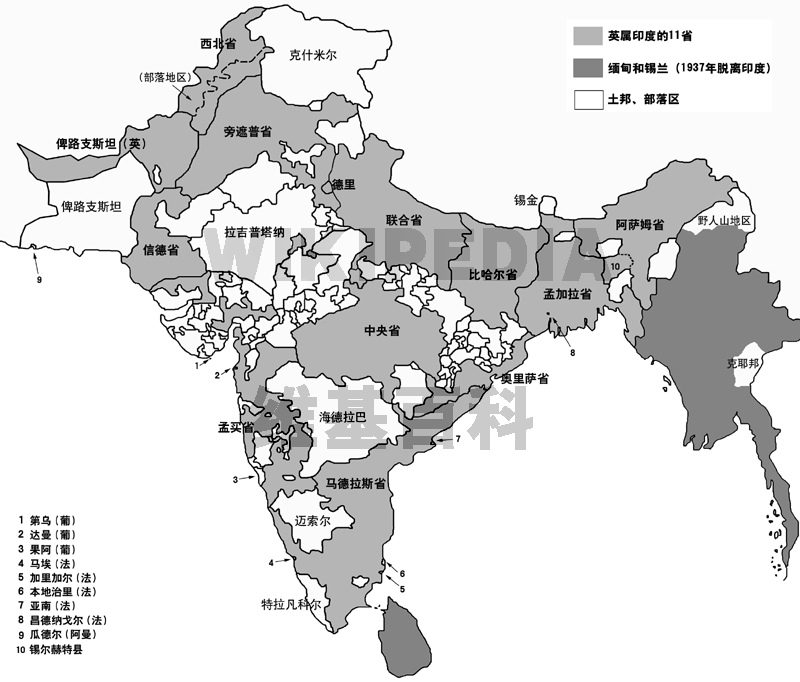
英属印度的政治地图（1939年以后）

联合王国直接统治下的印度（称英属印度诸省）分为13个省，一度包括缅甸。另外约有700个由印度王公统治的土邦在英国的宗主权监督下存在着，这种土邦占整个印度面积的2/5（有些省里也有土邦），土邦和印度总督直接统治的各省构成了英属印度帝国。1877年，英国的维多利亚女王加冕为印度帝国的皇帝，1911年，印度帝国的首都也由加尔各答迁往德里。在两次世界大战中，印度军队在英国军队中发挥了极其重要的作用。

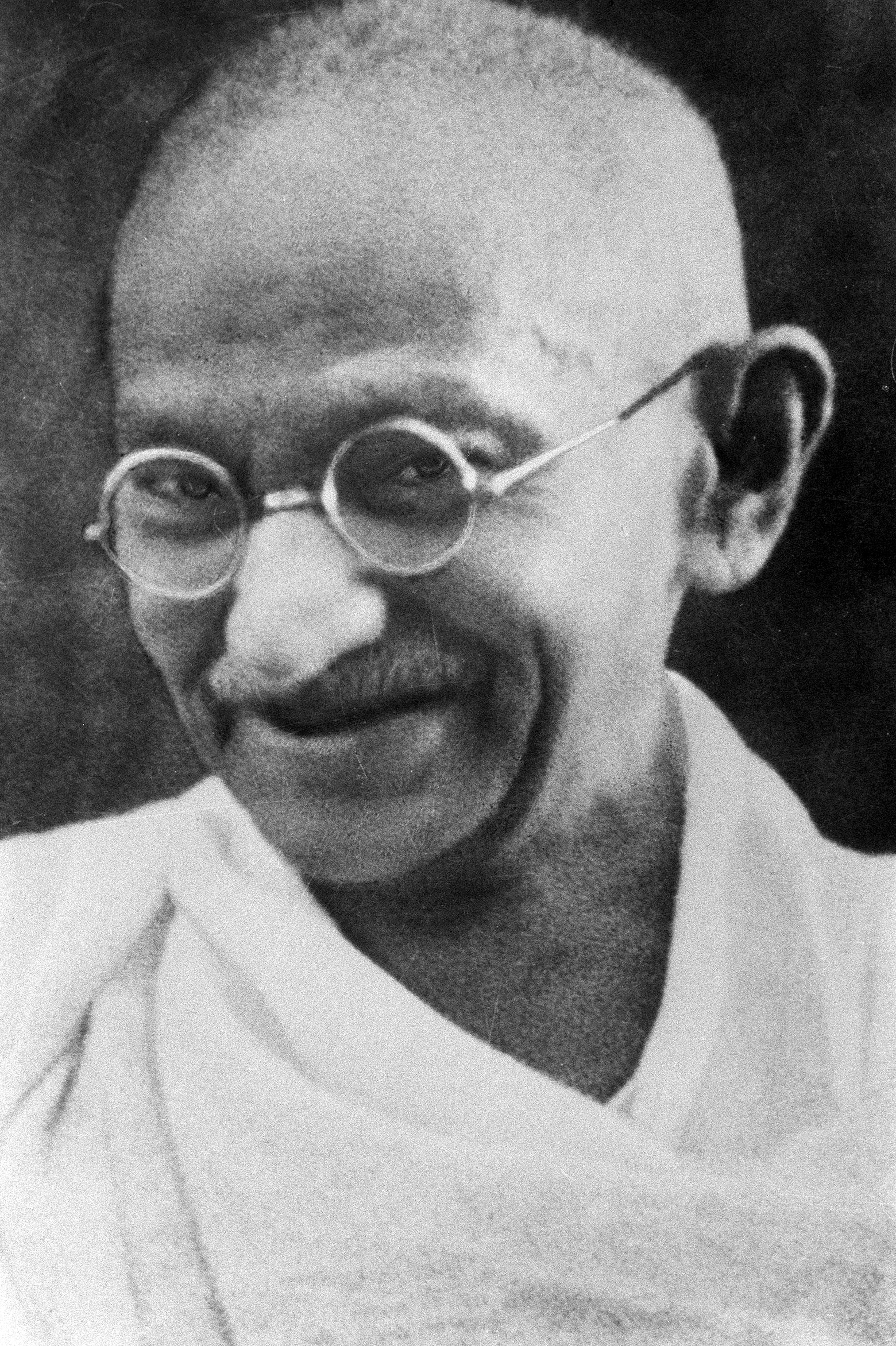
甘地（1869-1948）

随着印度现代化的缓慢深入，一部分受英式教育培养的印度精英意识到由英国统治带来的不平等，印度民族主义逐渐兴起，一些印度知识分子于1885年成立了印度国民大会党（简称国大党）。该党于1920年重组，由主张独立的莫罕达斯·甘地获得领导权，并开展了一系列谋求印度独立的不合作运动。之后，代表穆斯林利益的全印穆斯林联盟（简称穆盟）成立，穆罕默德·阿里·真纳成为该党领袖，印度的两大宗教逐渐失去了团结的可能性，两国理论逐渐流行。
第二次世界大战之后，虽然英国是战胜国，但由于在战争中消耗太大，使得英国实力走向衰落，加之印度人民不合作运动的广泛开展，於是英国准许印度独立。但此时印度的穆斯林已经开始谋划建立单独的穆斯林国家——巴基斯坦，英国和甘地都无力改变印度社会已经分裂的现实，只得同意独立后的印度分裂为印度和巴基斯坦两个国家。1947年，英国提出蒙巴顿方案，同年8月15日，印度在与巴基斯坦分治后实现独立，但仍然留在英联邦内，1950年1月26日，印度宣布成立印度共和国，但仍为英联邦成员国。这块亚洲次大陆最终被分成以印度教为主的「世俗」印度以及较小的伊斯兰国家巴基斯坦。
独立后，贾瓦哈拉尔·尼赫鲁执政的印度倾向于社会主义，并仿照苏联制定了经济发展的五年计划，外交上奉行不结盟政策，独立于苏、美两个超级大国的集团之外。
独立后的印度政府先后通过归并、改组以及对土邦王公实行赎买政策，最终消灭了印度境内分裂割据的土邦国。同时在独立后第一年与巴基斯坦就由于克什米尔争端而爆发军事冲突，得到克什米尔约2/3的领土。1949年6月初，印度派兵进驻锡金。1949年8月，印度和不丹签订《永久和平与友好条约》，规定不丹对外关系接受印度的“指导”。1950年12月印度与锡金签订条约，规定锡金作为印度的“保护国”，由印度的政治专员控制锡金的国防、外交和经济，锡金最终在1975年被印度正式吞并。1959年西藏骚乱后，印度接纳流亡的十四世达赖喇嘛，中印两国同时因边界问题交恶。1961年与葡萄牙爆发战争，印度得到果阿。1962年由于印军开始进入中印边界主权争议地区建立军事哨所，爆发中印边境战争，扩张态势受挫。1965年和1971年，印度与巴基斯坦先后两次爆发大规模战争，其中1971年印巴战争印度大获全胜，「东巴基斯坦」脱离巴基斯坦独立，宣布成立孟加拉国。1974年印度进行了第一次核试验，而1998年的第二次核试验促使巴基斯坦也在同年进行了自己的核试验。
此后印度国内教派冲突频仍，金庙事件致使时任总理英迪拉·甘地遇刺，国家长期经济干预造成经济发展严重滞后，这种现象一直持续到1990年代。1991年，印度总理拉奥奉行经济自由化政策，开始进行市场经济改革，并取得初步成效，印度经济慢慢步入快车道。然而受制于义务教育和高等教育的瓶颈，印度的产业工人和工业发展缓慢，强大的工会和严格的劳工法也限制了外来投资。在目前印度的经济成就引人注目，然而也面临了多项挑战，例如严重的人口过剩、环境恶化、大量的贫穷人口以及印度国内的种族以及宗教冲突。2014年印度人民党执政以来，大力吸引西方投资，印度的经济在过去十年已经大幅增长，成为世界第五大经济体。同时印度教民族主义的崛起也增强了印度发展成为“全球领导大国”的野心。

## 政治

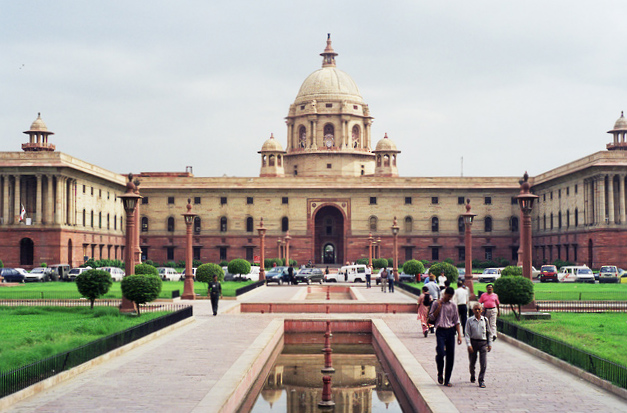
位于首都新德里的政府大楼

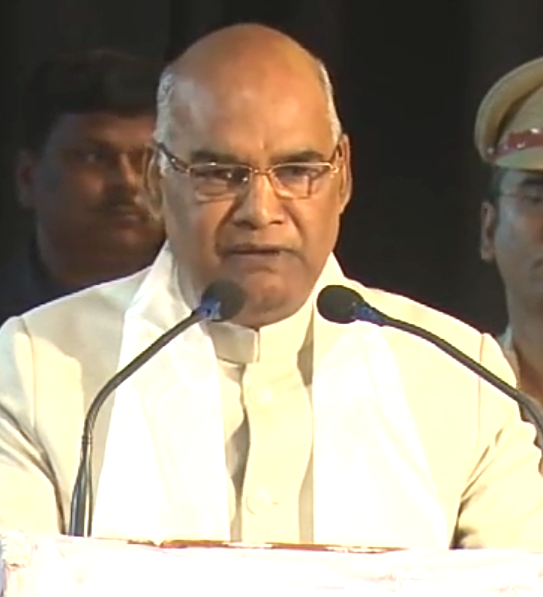
拉姆·納特·考文德 第14任印度总统

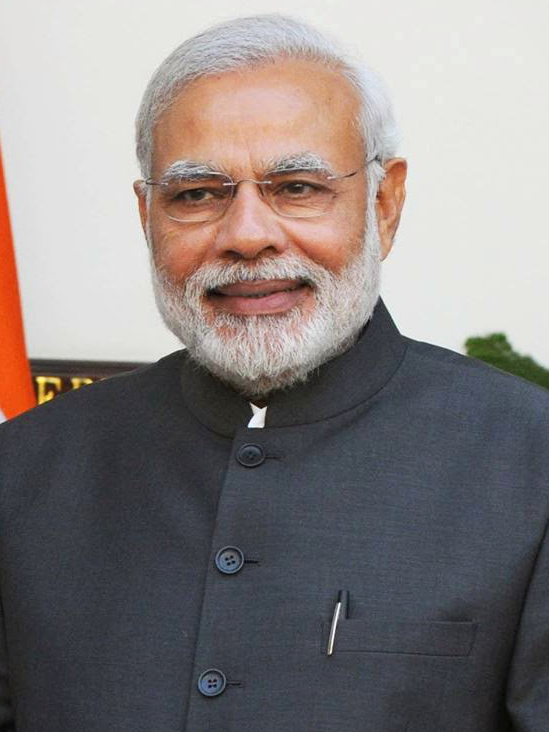
纳伦德拉·莫迪 第14任印度总理

印度是一个联邦共和国，多达7.14亿选民，1,000多个政党参与国会选举，包括7个全国性大党（政党联盟）、40个地区政党，以及980个小党，号称全球最大规模的民主选举。（2009年）
印度总统是国家元首、武装部队统帅。总统虚权，总理平时掌握实权。不过，若国家受到战争威胁、侵略、暴动时，总统有权宣布紧急状态；若政府瘫痪，总统可代行政府首脑职能；当议会选举陷入僵局时，总统可以指定政黨进行组阁；总统可否决政府提出的法案。总统及副总统任期5年，由一个特设的选举机构间接选举产生。印度副总统在总统无法行使权力时，并不能自动接任总统。
行政权力主要控制在以总理为首的部长会议（即印度的内阁）。议会多数党向总统提名总理人选，由总统任命总理。然后再由总理向总统提名其他内阁成员。
印度国会实行两院制，包括了上院联邦院和下院人民院。部长会议对人民院负责。联邦院议员任期6年，每2年改选三分之一，其中233名成员由地方选举产生，其余12人由总统任命。人民院共有545席，任期5年，其中543人民选产生，其余2人由总统任命。
印度有一部完善的规定议会民主政体的宪法，这是印度民主政治的标志。经过多次修订，这部宪法多达395条，1000多项具体条款，号称“世界上最长的宪法”。印度宪法中声明印度是一个主权、民主、社会主义的共和国，保证其公民的正义，平等和自由，并努力促进彼此之间的交流。

## 行政区划
印度法律上划分为28个邦（प्रांत，pradeshs），8个联邦属地（केन्द्र शासित प्रदेश，union territories，包括国家首都新德里），其中阿鲁纳恰尔邦、拉達克、查謨和克什米爾中央直轄區有争议。

### 邦

印度行政区域

| 1. 安得拉邦 2. 阿鲁纳恰尔邦（大部为与中華人民共和國的争议领土） 3. 阿萨姆邦 4. 比哈尔邦 5. 恰蒂斯加尔邦 6. 果阿邦 7. 古吉拉特邦 8. 哈里亚纳邦 9. 喜马偕尔邦 10. 贾坎德邦 11. 卡纳塔克邦 12. 喀拉拉邦 13. 中央邦 14. 马哈拉施特拉邦 15. 曼尼普尔邦 16. 梅加拉亚邦 17. 米佐拉姆邦 18. 那加兰邦 19. 奥里萨邦 20. 旁遮普邦 21. 拉贾斯坦邦 22. 锡金邦 23. 泰米尔纳德邦 24. 特伦甘纳邦 25. 特里普拉邦 26. 北方邦 27. 北阿坎德邦 28. 西孟加拉邦 |

### 联邦属地
- A. 安达曼-尼科巴群岛
- B. 昌迪加尔（旁遮普邦和哈里亚纳邦首府）
- C. 达德拉-纳加尔哈维利和达曼-第乌
- D. 查谟和克什米尔（与巴基斯坦有领土纠纷）
- E. 拉達克（与中華人民共和國有领土纠纷）
- F. 拉克沙群島
- G. 德里（首都新德里所在地）
- H. 本地治里

### 边境争议地区
印度和中国、巴基斯坦有领土争端，印度实际控制中国宣称的藏南地区，划归阿鲁纳恰尔邦；另外，印度宣称中国所控制的阿克塞钦地区为其领土。克什米尔地区与巴基斯坦存在争议，印度实际控制其南部。现今在印度百分之五的领土是属于有争议性的。
1. 东段：印度实际控制，属1987年成立的阿鲁纳恰尔邦管辖，面积83,743km²，其中争议地区面积大约6万平方千米；中国称藏南地区。
2. 中段：除乌热外的其它地区由印度实际控制，2,100km²。
3. 西段：中国实际控制阿克赛钦地区33,500km²[38]。喀喇昆仑走廊和巴里加斯大部分地区也由中国控制。

### 主要城市
| 1  | 新德里       | 德里国家首都辖区 | 16,753,235 | 11 | 坎普尔         | 北方邦         | 2,920,067 |
| 2  | 孟买         | 马哈拉施特拉邦   | 12,478,447 | 12 | 勒克瑙         | 北方邦         | 2,901,474 |
| 3  | 班加罗尔     | 卡纳塔克邦       | 8,425,970  | 13 | 那格浦尔       | 马哈拉施特拉邦 | 2,405,421 |
| 4  | 金奈         | 泰米尔纳德邦     | 7,088,000  | 14 | 印多尔         | 中央邦         | 1,960 521 |
| 5  | 海得拉巴     | 特伦甘纳邦       | 6,809,970  | 15 | 塔那           | 马哈拉施特拉邦 | 1,818,872 |
| 6  | 艾哈迈达巴德 | 古吉拉特邦       | 5,577,967  | 16 | 博帕尔         | 中央邦         | 1,795,648 |
| 7  | 加尔各答     | 西孟加拉邦       | 4,486,679  | 17 | 维沙卡帕特南   | 安得拉邦       | 1,730,320 |
| 8  | 苏拉特       | 古吉拉特邦       | 4,462,002  | 18 | 宾布里金杰沃德 | 马哈拉施特拉邦 | 1,729,359 |
| 9  | 浦那         | 马哈拉施特拉邦   | 3,115,431  | 19 | 巴特那         | 比哈尔邦       | 1,683,200 |
| 10 | 斋浦尔       | 拉贾斯坦邦       | 3,073,350  | 20 | 瓦拉纳西       | 北方邦         | 1,201,815 |

## 地理

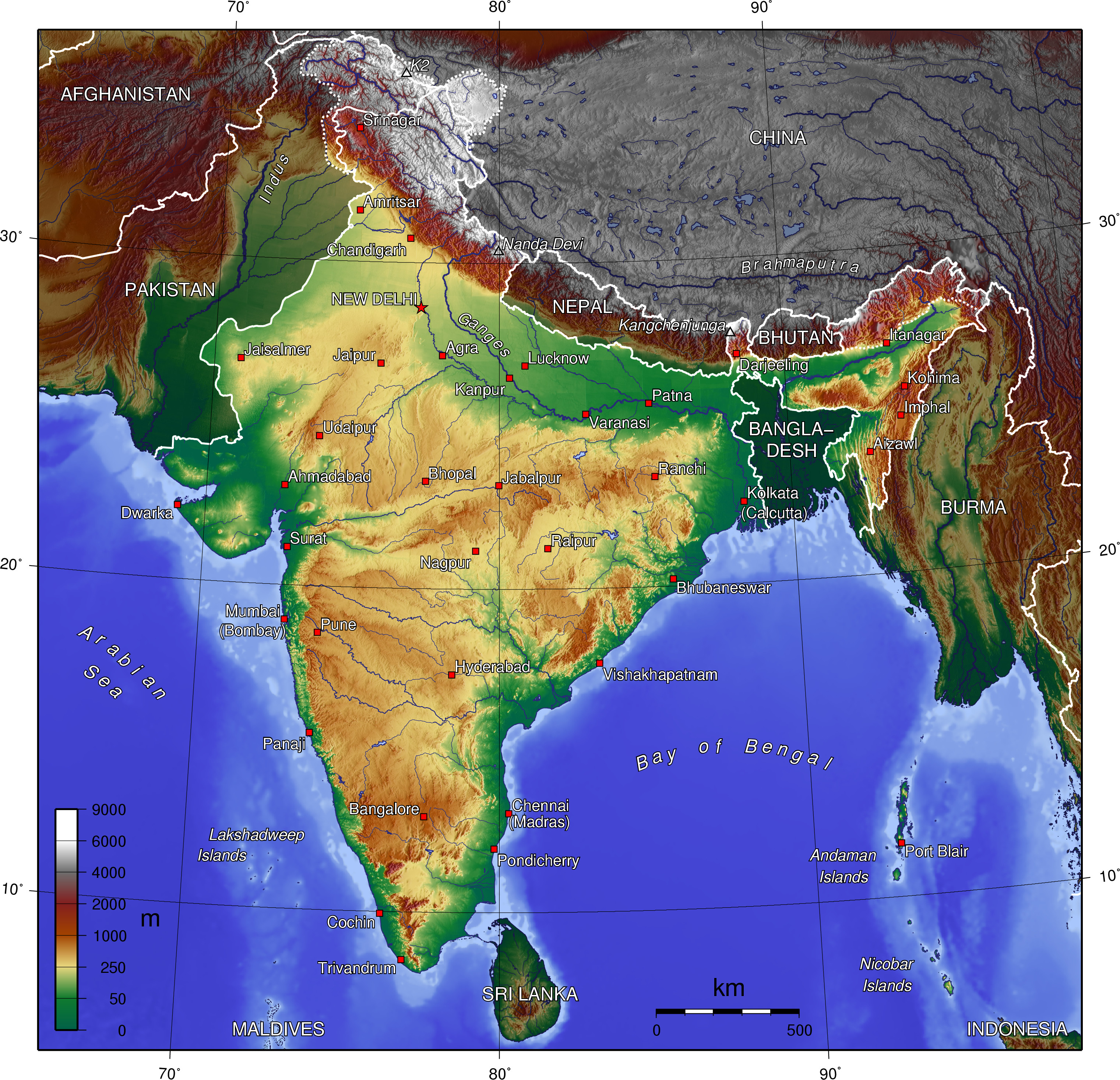
印度地形图

印度地处北半球，位于北纬6度44分至35度30分、东经68度7分至97度25分之间。印度是世界第七大国，总面积317万平方公里。印度从北到南全长3,214公里，从东到西全长2,993公里，印度半岛亦是南亚的主体。

### 地形
印度地理是多样的：从雪山山脉到沙漠，从平原到雨林，从丘陵到高原，风光应有尽有。印度囊括了位于印度板块的印度次大陆的绝大部分，以及印度-澳洲板块的偏北部分。印度拥有海岸线7,000多公里，其中大多数位于亚洲南部半岛，伸入印度洋。
肥沃的恒河平原覆盖了印度北部、中部和东部的绝大部分。而德干高原占了印度南部的绝大部分。印度西部是塔尔沙漠，这是一个岩石和沙尘的混合沙漠。印度的东部和东北部边境线涵盖了喜马拉雅山脉。由于与巴基斯坦的领土纠纷，印度的最高点存在争议。按照印度的说法，其最高点（在有争议的克什米尔地区）是乔戈里峰，海拔8,611米。印度无争议的最高点是干城章嘉峰，海拔8,598米。
印度位于印度次大陆，主要由三个地理区组成：在北部的喜马拉雅山区的高山区（其中就有海拔8,598米的印度最高峰康城章加峰）、中央平原／恒河平原（Indo-Gangetic Plain）以及南部的德干高原。

### 海陆位置
印度西北部与巴基斯坦和阿富汗接壤，北部与中国，不丹和尼泊尔接壤，东部与缅甸接壤，印度西孟加拉邦的东面是孟加拉国。印度南面是斯里兰卡、马尔代夫等岛国。
印度西南部与阿拉伯海接壤，东部和东南部与孟加拉湾接壤。

### 河流
多条河流发源于或流经印度，例如有恒河、布拉马普特拉河、亚穆纳河、戈达瓦里河以及奎师那河。源於喜馬拉雅山的有恆河與布拉马普特拉河，他們都注入孟加拉灣，其中恆河的重要支流科西河常有洪水。印度河上流的一小段也位于印度境内。印度南方是热带季风性气候，北方则是温带气候。干旱、季风性气候造成的下雨形成的突发性洪水，严重的雷暴雨、地震等是印度的主要自然灾害。

### 气候
印度全境炎热，大部分属于热带季风气候，而印度西部的塔尔沙漠则是热带沙漠气候。夏天时有较明显的季风，冬天则较无明显的季风。印度气候分为雨季（6–10月）与旱季（3–5月）以及凉季（11–2月），冬天时受喜马拉雅山脉屏障影响，较无寒流或冷高压南下影响印度。

### 自然资源
印度有世界上第四大蕴藏量的煤炭。其他主要的自然资源还有铁矿、锰、云母、铁矾土、钛矿、铬铁矿、天然气、石油、钻石、石灰石和可耕地等。

## 经济

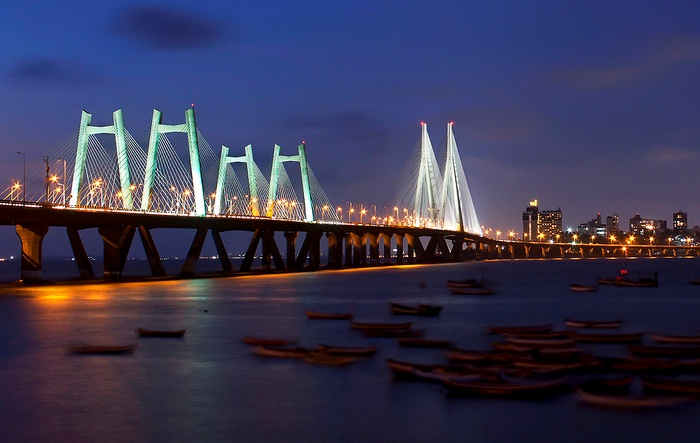
马哈拉施特拉邦的孟买是印度的金融中心

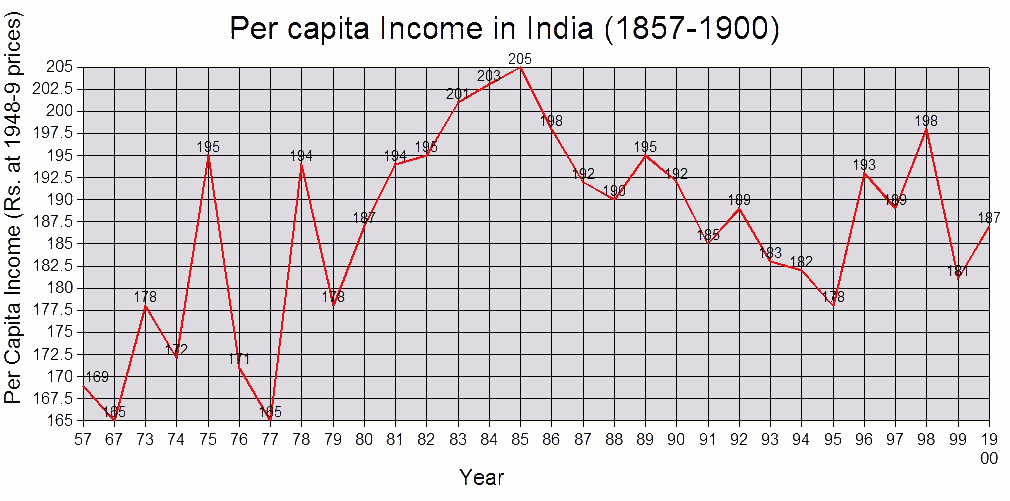
印度人均收入估计（1857–1900年，以1948–49年价格为基准）

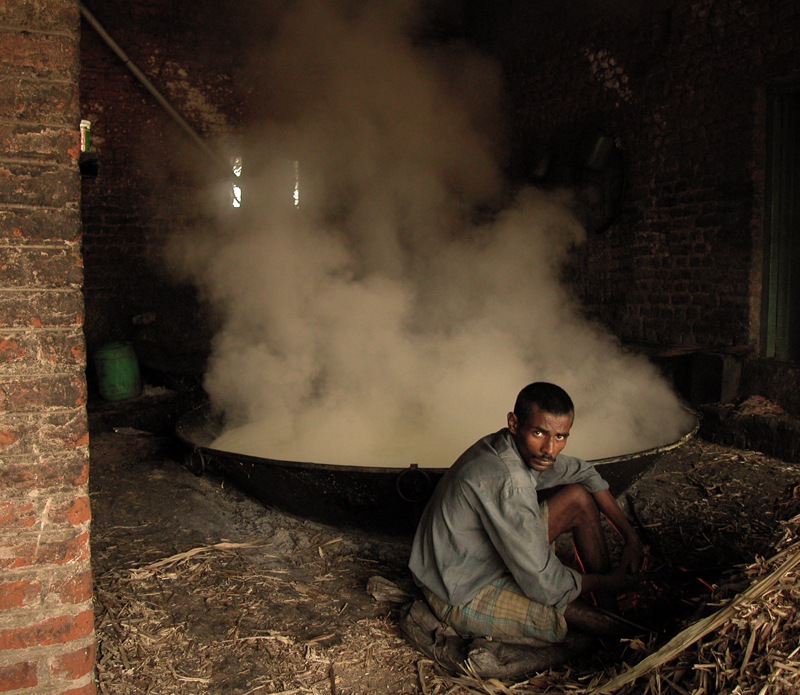
传统粗糖制造过程

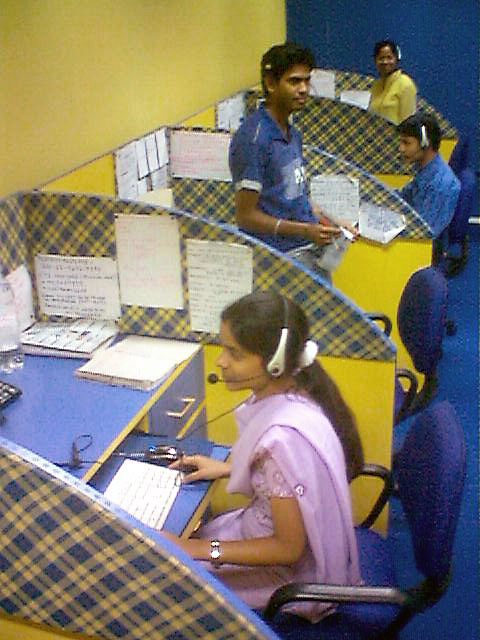
印度的跨国英文电话客服中心(摄于2005年)

印度是世界上发展最快的国家之一，经济增长速度引人瞩目。2017年國際貨幣基金組織評估印度經濟國內生產總值為2.611兆美金，是世界第六大經濟體，和英國與法國相差无几；2017年世界銀行評估印度經濟國內生產毛額為2.59兆美金，印度同樣評比為世界第六大經濟體。若以購買力平價来衡量，印度2017年国内生产总值9.459兆美元，超越日本成為世界排行第三，仅次于美国、中国。过去20年间，印度年成长率为5.8%，并于2011年至2012年间达6.1%。社会财富在印度这样一个发展中国家极度不平衡，全国10%的人口掌控全国33%的收入。由于印度人口众多，平均国民生产总值很低，2011年，印度平均国内生产总值（购买力平价）为3,694美元，列世界的第129位；美元汇率则为1,389美元，为世界第140位。1991年以前，受社会主义计划经济影响，经济政策实行贸易保护主义，印度政府过分干预劳工及金融市场并监管商业活动，由于1991年印度经济危机，加上苏联解体，新国大党政府使印度开始实行经济自由化改革，藉由外国贸易及直接投资，逐步转型为自由市场，印度的经济规模获得了较快速度的增长，印度從1995年1月1日起，就是世界貿易組織會員國之一。
印度有5.137亿劳动人口，居世界第2位，其中50%从事农业或农业相关行业，28%从事服务业及相关产业；从事工业的占18%。以占GDP比例来看，农业占GDP的18.1%，服务业和工业分别占55.6%和26.3%。印度的海外勞工約兩千五百萬人，所賺取的外匯交易額在2014年達到美金700億元，是全世界第一大外匯交易金額。主要农作物包括大米，大麦，油菜籽，棉花，黄麻，茶叶，蔗糖和马铃薯。主要工业包括软件，汽车，水泥，化工，消费电子，食品加工，机械，采矿，石油，制药，钢铁，运输设备和纺织品。于2006年，对外贸易占印度国内生产总值的24%，于1985年时，仅占6%。印度占2008年全世界贸易额的1.68%。于2011年，印度为世界第10大进口国及第19大出口国；印度主要出口品为石油制品、纺织品、珠宝、软件、工程器材、化工制品及皮革；进口品则为原油、机械、宝石、肥料及化工制品。于2001年至2011年间，石化制品及工程器材占出口比重由14%成长至42%。
印度实行民主政治的同时实行社会主义，政府对私人经济活动，外贸，外国资本直接投资严格控管。不过，1991年透过经济改革，放松对外贸和外资的管制，逐渐开放国内市场。国有企业民营化和部分领域开放对私人以及外国投资的设限，至于相关的政治争论持续不断。开放后这数年间印度的经济成长率达7.5%，过去十年的时薪也翻倍。自1985年以来，已有4.31亿印度人脱离贫穷。根据全球竞争力报告，印度竞争力居世界第51位，其中在金融市场（第17位）、银行部门（第24位）、创新（第39位）及经商（第44位）等方面表现较佳。全球最大的15家信息科技外包公司中，有7家位于印度，而企业对于外包国家的偏好度仅次于美国。印度为第11大消费市场，2030年将成为第5大消费市场。印度通讯为世界成长最快的国家，于2010年至2011年间，增加了2.27亿用户；汽车工业成长速度居世界第2位，2009年-2010年成长了26%，汽车出口成长了36%。印度发电装机容量为250吉瓦（109瓦特），其中8%属再生能源。
虽然过去几十年间印度经济成长相当迅速，但仍持续面对社会经济上的挑战。印度为世界银行定义日收入低于1.25美元贫穷线以下人口最多的国家，但贫穷人口的比例已由1985年的60%降低至2005年的42%。有一半的孩童体重过轻，其中46%孩童营养不良，政府推出營養午餐以改善印度孩童的营养状况。自1991年以来，印度各邦贫富差距持续扩大，最富裕的邦其人均国内生产净值于2007年时已达最穷者的3.2倍。印度贪污情形显著增加，根据报告估计自独立后的非法资金流通约4620亿美元。印度于1991年时人均国内生产总值生产仅329美元，自经济自由化后，2010年时已达1265美元，预计2016年时可达2110美元，但仍较其他亚洲开发中国家如印度尼西亚、伊朗、马来西亚、菲律宾、斯里兰卡、泰国为低，且未来人均国内生产总值也难以超过前述国家。
印度外汇存底充足，汇率稳定，未来官方也将全面解除外汇管制，由市场决定币值。印度制造业出口已经开始下滑，全国很多地区电力供应依然不足。印度有很多精通英语的人口，目前是21世纪全球最主要的资讯服务业生产国、电脑软件出口国以及众多软体工程师的祖国。印度已经成为软件业出口的霸主，金融，研究，技术服务等等也即将成为全球重要出口国，2014年任仕达公布「亚洲最不快乐的员工」调查显示，最快乐的员工排名第一名是印度。

### 研究報告
根據2011年的普華永道事務所報告，印度購買力平價國民生產總值可以在2045年超過美國。在接下來四十年，印度國民生產總額預計平均每年增加8%，因此在2050年前，印度有潛力成為世界成長最快的主要經濟體。報告中強調主要成長因素為：年輕且快速成長的勞工人口紅利；通过發展教育與工程技術获得强劲的工業成長；快速增長的中產階級驅動了持續增長的消費市場。世界銀行提醒印度若要達成其經濟潛力，必須持續專注在公共改革，交通基礎建設，農業與鄉村發展，解除勞動法規限制，教育與能源安全，以及全民健保及飲食營養。
經濟學人信息社出版的2017年世界居住消費報告中，比較了160項商品與服務的400種個別價格，消費物價最低的四個城市都在印度：第三名的邦加羅爾，並列第五名的孟買和清奈，第八名的新德里。
据“今日俄罗斯”电视台网站2月18日报道，印度报业托拉斯援引这份报告说：“印度是世界第五大经济体，2019年国内生产总值（GDP）达2.94万亿美元，超过英国和法国，跃居第五位。”相比之下，英国经济规模为2.83万亿美元，法国为2.71万亿美元。根据这份报告，按购买力平价计算，印度GDP总计10.51万亿美元，超过日本和德国。由于印度人口众多，其人均GDP为2170美元。该国实际GDP增速预计将连续第三年下降，从7.5%降至5%。“世界人口评论”指出，印度经济自由化始于上世纪90年代初，包括放松对工业的管制、减少对外贸和投资的控制以及推行国企私有化。报告说：“这些措施帮助印度加快了经济增长。”报告还说，印度的服务业是世界上发展最快的，规模占全国经济的60%，从业者人数占全国就业者总数的28%。

### 工業發展
印度的通訊產業在2010年到2011年間成長了兩億兩千七百萬名用戶，是世界上通訊用戶成長最快的國家；2017年第三季起印度已經超過美國成為世界上第二大智慧手機市場，僅次於中國。
印度汽車工業的成長率是世界成長速度第二快的國家，在2009年到2010年國內汽車銷售成長了26%，在2008年到2009年間汽車外銷成長了36%。印度發電量達到300Gwh，其中42Gwh使用印度再生能源發電。在2011年底印度資訊科技產業共雇用了兩百八十萬位專家，產值高達一千億美金，約佔印度國民生產總值7.5%，貢獻了26%的印度商品外銷金額。
印度醫藥產業也是全球醫藥產業重要的新興市場。印度醫藥產業預計2020年產值可達485億美金。印度生物治療產業的研發投資佔了總投資的60%。印度是世界上前十二個投資生物科技產業的國家。印度生物科技產業在2012年到2013年之間成長了15.1%，從2,044億盧比成長到2,352.4億盧比（依照2013年6月匯率1比60盧比，總值約39.4億美元）。

### 交通运输

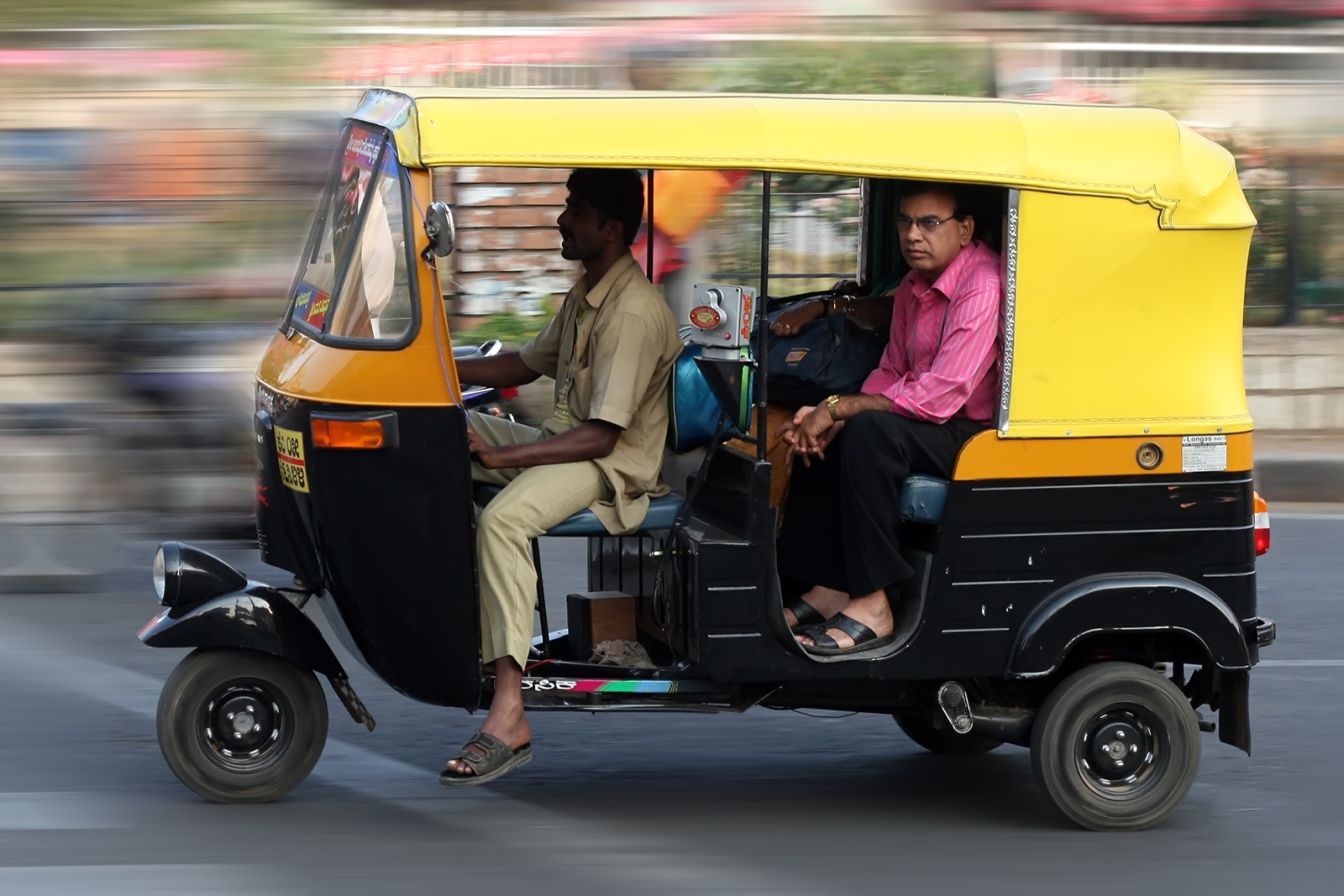
班加罗尔街头的出租车

印度交通运输包括铁路、公路、水路、航空等方式。尽管印度交通系统近年来有所改善，但总体仍旧相对落后。2014年印度铁路里程达68,525公里，规模居世界第五；有7,000多个车站，使用超过12,000辆火车，年输送旅客100亿人次，货运量超过10亿吨。但既有铁路线大都存在着年代久、速度慢、安全差等问题，无法满足需求。因为没有完善的管理系统，列车班次在印度经常误点。2015年9月23日，印度铁道部宣布将启动3条高铁线路的可行性研究工作。2015年底媒体报道，日本将建造孟买至亚美达巴德的新干线高铁。
印度公路等级可分为三类：一是高速公路和国道；二是邦道和地方主要道路；三是其他道路和村道。据2009年估计，印度全国道路里程数为330多万公里，排名世界第三。印度有12个主要港口和184个中小港口，海运能力居世界第18位。内河航道长度为14,500公里，其中5,200公里的河道和485公里的运河可以通行机械化的船只。印度有经营定期航班的航空公司共14家，专营非定期航班的空运企业65家。目前，印度私有民营航空公司占据了国内80%以上的市场份额，其中靛蓝航空是印度国内最大的航空公司，捷特航空排名第二。而印度唯一的一家国有航空公司是印度航空公司。根据印度民航局公布的数据，印度2015年国内旅客运输量达到8,109.2万人次，2016年已成为仅次于美国和中国的全球第三大国内航空市场。
随着印度城市化的发展，交通拥堵问题逐渐显现。印度政府早期采取诸如修建立交桥和拓宽道路等办法，但随着机动车数量增加问题日益严重。印度政府通过“国家城市交通政策”和“国家城市更新计划”重点发展轨道交通（地铁系统）、快速公交。嘟嘟车是一种三轮摩托车，在印度常作为出租车使用。而只有大约10％的印度家庭拥有摩托车。

## 人口

印度各地区人口密度地图

2011年3月31日，印度人口普查委员会对印度全国的人口进行了普查，结果显示印度的人口达到1,210,193,422人，是世界上仅次于中国的人口第二大国，于2001年至2011年间的年均人口增长率为1.76%，较前一个十年（1991年至2001年）的2.13%为低。性别比为0.94女／男，于2001年人口普查时的年龄中位数为24.9岁。截止至2019年， 印度的人口数为1368,737,513, 每年以1.08%在增长。过去50年来的医疗进步及绿色革命使农业生产力提高促使人口快速成长，但印度仍面临数个公共卫生相关的挑战。根据世界卫生组织统计，印度每年有90万人死于饮用受污染的水以及呼吸受污染的空气，每10万人约有50名医师。于1991至2001年间，都市人口成长了31.2%，然而，全国仍有超过7成的居民居于乡村。根据2001年人口普查统计，印度共有27个百万人以上的城市，其中孟买、德里、加尔各答及清奈人口最多。人口主要分布于恒河平原。2001年人口普查表明，72.22%的人生活在超过55万个村庄中，其余生活在2,000多个城镇和城市中。

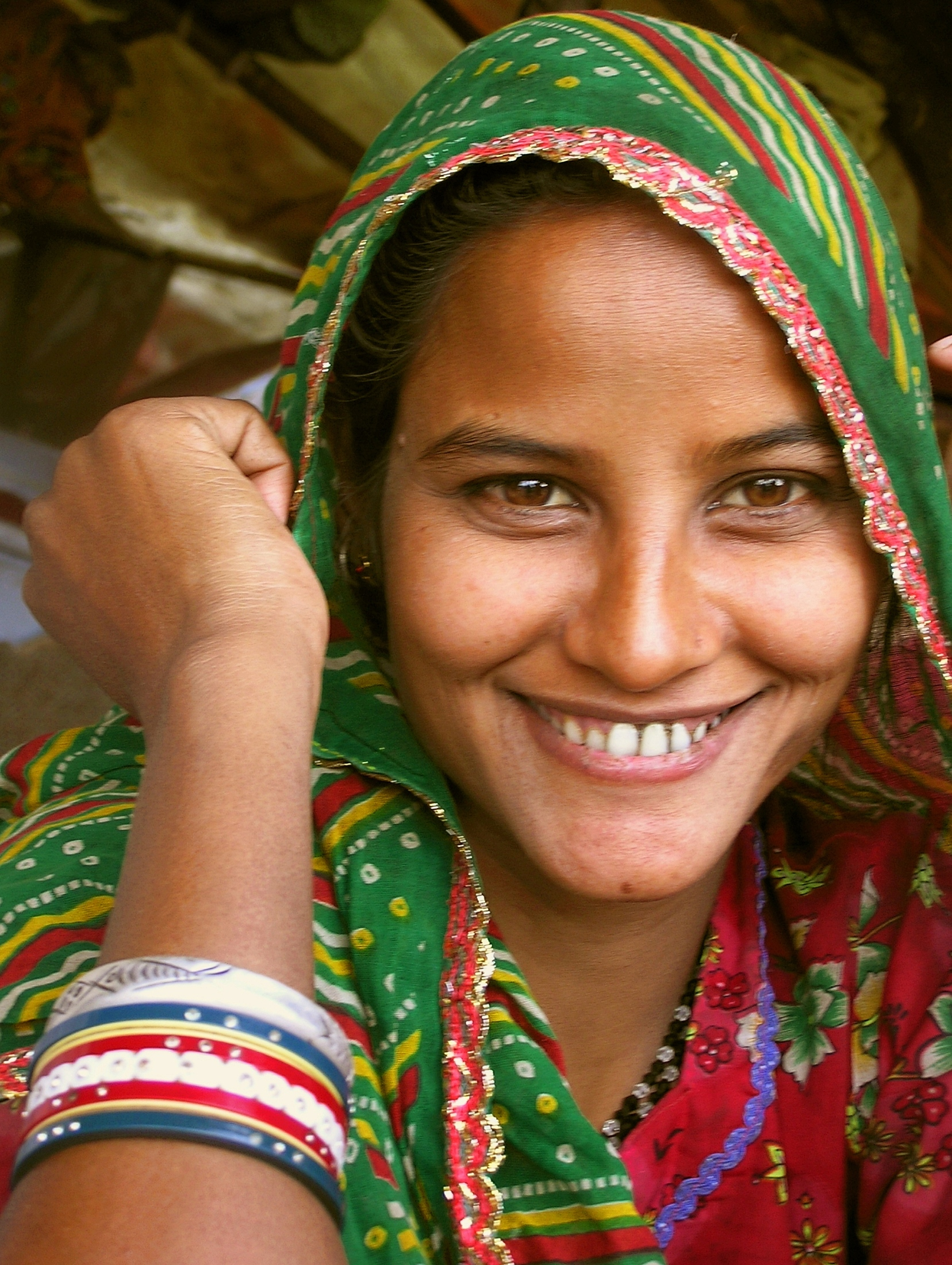
身着传统服饰的印度妇女

印度于2011年的识字率为74.04%（男：82.14%；女：65.46%），识字率以卡拉拉邦最高，比哈里邦最低；性别比是1.064男／女，预期寿命68.59岁，人口增长率为1.606%，出生率为22.69/1,000人。印度由于贫富差距大，都市中有不少的贫民窟，传染病窜流：登革熱、瘧疾、日本腦炎、A型肝炎、E型肝炎等危险程度皆高。

### 族群
印度的主要族群包括了72%的印度-雅利安人和25%的达罗毗荼人。印度还有一群非定居的族群，如以打铁闻名的加督利亚洛哈尔人，以游牧为生的拉巴里人；也有以采集和狩猎维生，或是从事盐商、算命师、法术师、阿育吠陀治疗师、变戏法者、石磨工、刺青师傅等行业。人类学家已辨识出印度约有500个非定居的流浪团体，人数可能高达8,000万人。
2014年4月，印度最高法院作出历史性裁决，承认变性人为男性与女性之外的第三种性别。印度目前有约200万名变性人。
印度的性別歧視相當嚴重，因此经常发生针对女性的强奸和暴力事件，大部分发生在贫穷落后的北部地区，例如印度人口最密集的北方邦，妇女地位非常低下；同时社会有严格的种姓之分，关于性别、宗教等的偏见根深蒂固，导致出身于低种姓如贱民的女性往往受害。
但同时在印度南部及东部的一些邦和地区，女性社会地位相对较高，针对女性的袭击事件也较少发生。

### 种姓
印度社会结构中的一个重要特点是尚存在着等级森严的种姓制度。印度人根据吠陀经将人分为四个种姓：婆罗门、刹帝利、吠舍、首陀罗，各个种姓之间不能通婚，身分、职业世袭，另外还有不可接触的贱民——旃陀罗。该种姓制度由来已久，在雅利安人最早的宗教典籍《梨俱吠陀》（吠陀经中最早的本集）中，就出现了4个最初的种姓，即婆罗门（僧侣）、刹帝利（贵族和武士）、吠舍（平民）、首陀罗（奴隶）4个等级。以后又演变为三大等级，即大体由原来的婆罗门、刹帝利和吠舍所组成的高级种姓；由原首陀罗组成的低等种姓；第三等级是一些没有种姓身份的“旃陀罗（贱民）”，社会地位最低，即所谓不可接触者，为数竟近1亿人，约占全国人口总数1/14。种姓之间，由于社会政治、经济地位悬殊，经常引起冲突。目前在城市和较发达地区，种姓间的隔阂有所消除，但农村中仍有很大影响。

### 语言
印歐語系印度-雅利安语支及达罗毗荼语系分别为印度主要语支，分别占总人口的74%及24%，印度-雅利安语支主要分布於印度北部，达罗毗荼语系主要分布於印度南方。其他语言则属漢藏語系藏缅语族、南亚语系，主要散布於印度東北，印度未订定国语。
目前印度的第一官方语言是印地语，约30%人口使用，为印度使用人口最多的语言；英语已经在1965年终止了它唯一官方语言（或与印地语相同的）的地位，但依旧保留了它「第二附加官方语言」的地位，亦是全国性的通用语言，主要在政治和商业交往场合使用，英语在教育方面也相当重要，尤其是中等及高等教育。
另外还有其他21种地方性的预定官方语言，包括了马拉雅拉姆语、泰米尔语、泰卢固语、卡纳达语、孔卡尼语、马拉地语、乌尔都语、古吉拉特语、奥里亚语、旁遮普语、阿萨姆语、喀什米尔语、信德语、尼泊尔语、梵语、曼尼普尔语等，另外登记的还有超过1,600种语言。
根据印度2001年人口普查，各主要语言使用人数统计如下：
| 顺序 | 语言         | 使用人口    | 比例   |
| ---- | ------------ | ----------- | ------ |
| 1    | 印地语       | 422,048,642 | 41.03% |
| 2    | 孟加拉语     | 83,369,769  | 8.11%  |
| 3    | 泰卢固语     | 74,002,856  | 7.19%  |
| 4    | 马拉地语     | 71,936,894  | 6.99%  |
| 5    | 泰米尔语     | 60,793,814  | 5.91%  |
| 6    | 乌尔都语     | 51,536,111  | 5.01%  |
| 7    | 古吉拉特语   | 46,091,617  | 4.48%  |
| 8    | 卡纳达语     | 37,924,011  | 3.69%  |
| 9    | 马拉雅拉姆语 | 33,066,392  | 3.21%  |
| 10   | 奥里亚语     | 33,017,446  | 3.21%  |
| 11   | 旁遮普语     | 29,102,477  | 2.83%  |
| 12   | 阿萨姆语     | 13,168,484  | 1.28%  |
| 13   | 迈蒂利语     | 12,179,122  | 1.18%  |

### 宗教

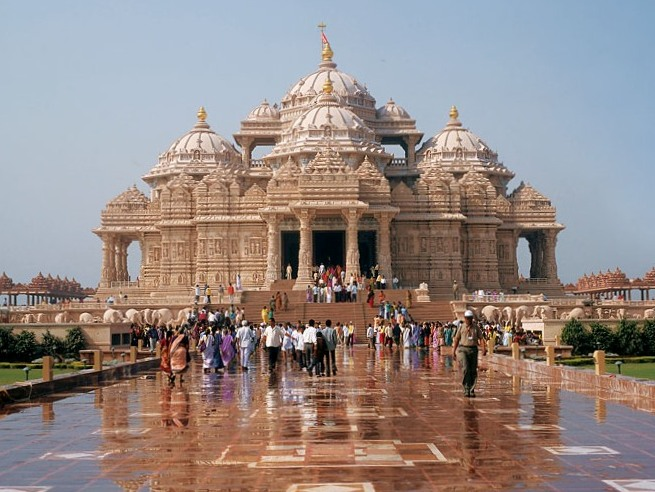
位于德里的印度教寺庙阿克萨达姆神庙

印度也是一个宗教色彩非常浓厚的国家，是众多宗教的发源地，几乎能在印度找到世界上所有的宗教，被称为「宗教博物馆」。
全印度约有79.8%的人口信仰印度教，其他的主要宗教团体还有伊斯蘭教(14.2%)、基督宗教(2.3%)、錫克教(1.7%)、佛教(0.7%)、耆那教(0.4%)。

## 文化

### 传播媒体

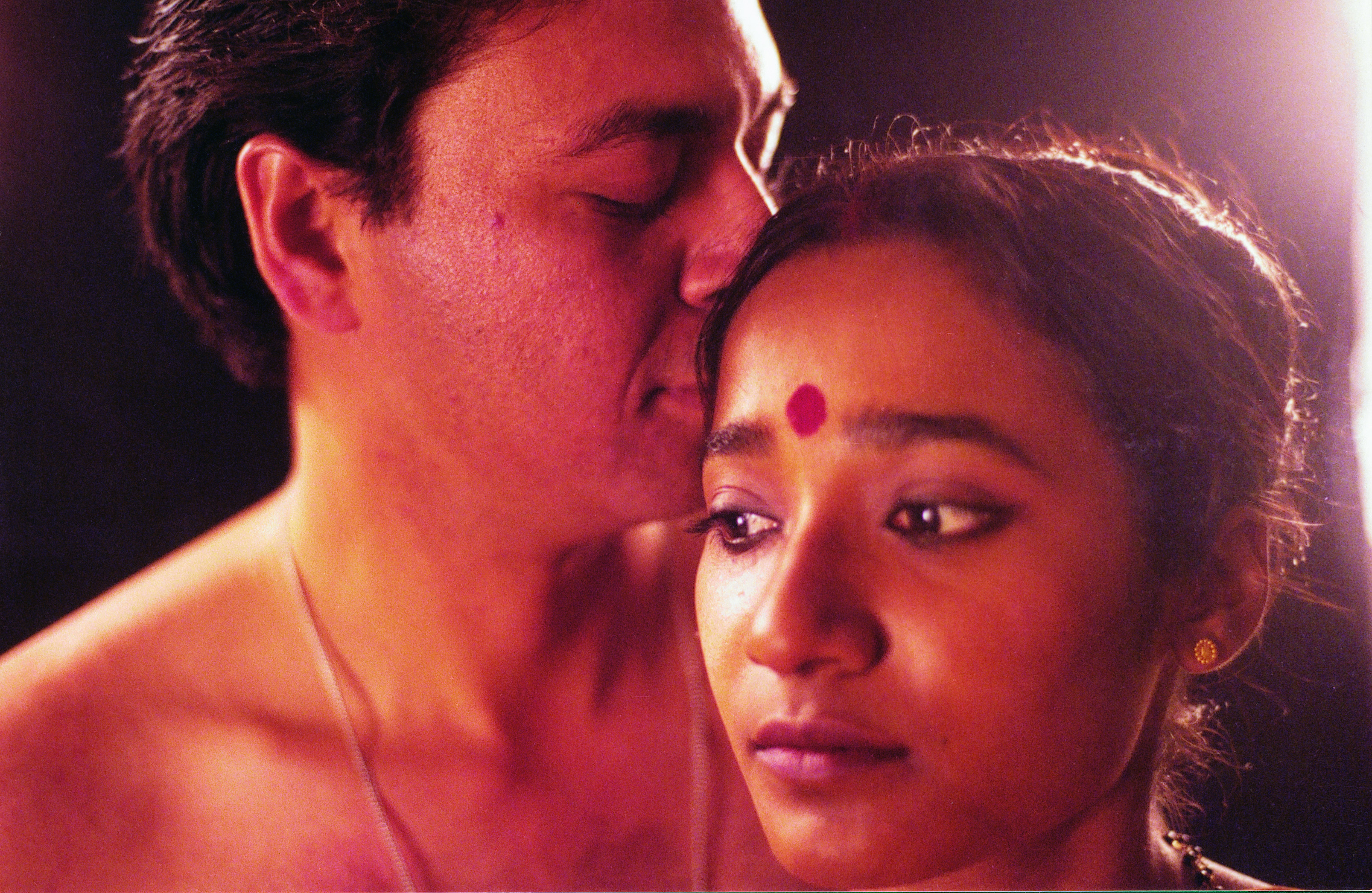
宝莱坞电影

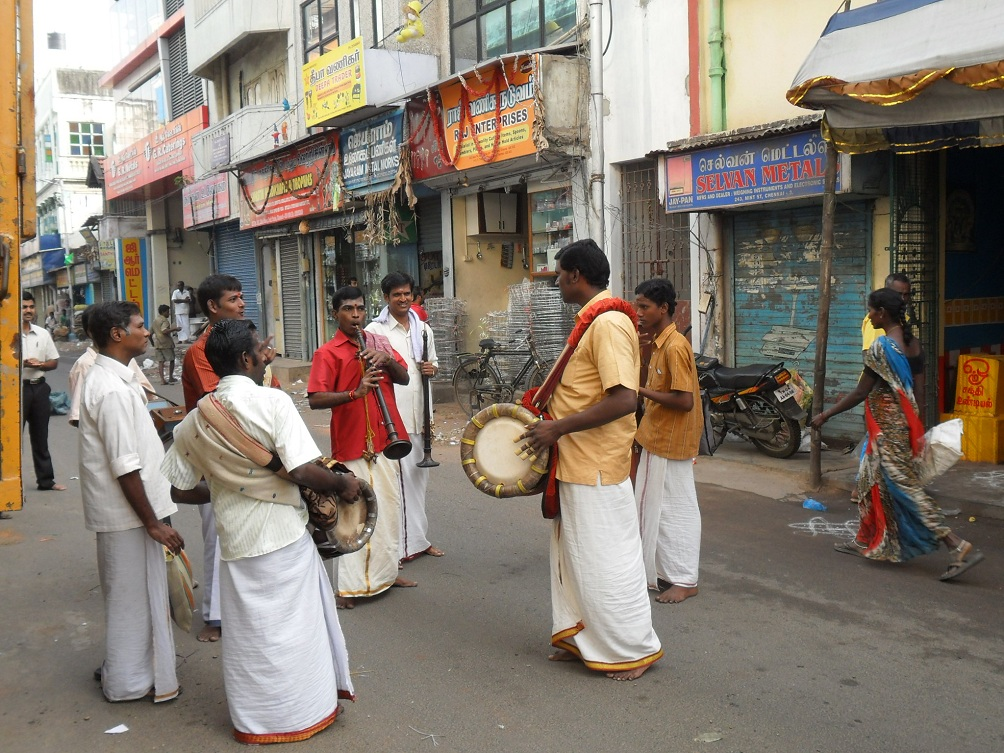
新德里街头

印度主要的新闻机构和通讯社有：新闻发布署、印度报业托拉斯（印度最大的通讯社）、印度联合新闻社（第二大通讯社）。
印度报业绝大部分为私人和财团所有，官方没有报刊。报刊中，最大的三家日报依次为《印度时报》、《马拉亚拉姆娱乐报》和《古吉拉特新闻》。主要印地文报纸有《印度斯坦报》等；主要英文报纸有《印度报》、《印度快报》等。
印度主要的电视台有国营的全印电视台和私营的新德里电视台等。广播电台主要有国营的全印广播电台。
T-Series是一家印度著名的音樂錄影帶和電影公司，2019年3月28日起youtube訂閱數持續領先PewDiePie至2019年4月1號被PewDiePie成功再次奪回第一名，因此T-series也快速地換掉了當天才替換的封面頁，雙方的訂閱數仍不分軒輊。[7]現今T-Series已經完全超過PewDiePie，成為YouTube訂閱量最多的頻道。
此外，T-Series擁有自己的多頻道網絡，有27個在線播放平台，截至2018年11月，其全部平台總計訂閱人數超過1億，總計觀看人數超過615億次。

### 电影
印度是重要的电影产地。印度以年均1000部的电影产量居世界之冠，是好莱坞的4倍，主要为满足国内庞大的需求。印度同时是世界上电影观众最多的国家，平均日观影人次可达1400万人。
印度电影在住有大量印度移民的国家也很受欢迎。
印度是一个多语言的国家。英语是官方语言之一，不同语言的族群对母语的电影也有很殷切的需求，造就了电影业的发展，尤以孟买为基地的印地语电影业发展最为成熟，被誉为宝莱坞（取自Bombay与好莱坞Hollywood）。所以印地语的电影产量和票房数字均最大。很多在印度其他地区成名的电影工作者都会到宝莱坞寻找机会。不同地区的电影会互相模仿，所以同一套电影可能会有不同语言的版本。
由于印度是个喜好音乐和舞蹈的国家，所以在印度电影中经常可以看到歌舞元素，歌舞片与爱情片亦为印度最有特色的电影类型，如2000年的《真爱永存》和2002年的《胭脂泪》等都是最杰出的代表。近年来印度不仅在不断学习和模仿美国电影，如现代动作片《遁天神盗》系列都获得了很好的票房；而且在类型开拓上更是有目共睹，如2007年体育题材的励志片《加油印度！》，2009年批判落后教育思维和模式并着重展现友情的《三個傻瓜》等都给观众留以深刻的印象。
著名男影星有沙·鲁克·罕，李提克·罗山，阿米尔·汗和阿米塔布·巴沙坎，女影星有艾西维娅·莱伊，玛都丽·荻西特，卡约儿，拉妮·穆科吉等。
杂志《印度电影观众》自1953年开始举办的一年一度的印度电影观众奖是印度最具权威和影响力的电影奖项。

### 体育
在印度，一些民族的传统运动如卡巴迪、印度式摔角仍很受欢迎。但印度并未举办过奥运会、世界杯等世界级体育赛事。
印度在大型国际综合运动会的成绩
夏季奥运会：9金6银11铜26枚奖牌（亚洲第7，世界前50）
亚运会：126金168银245铜539枚奖牌（亚洲第5）
世界运动会：1铜1枚奖牌（亚洲第17，世界第70位以后）
夏季大学生运动会：3金1银3铜7枚奖牌（亚洲第12，世界前60）
亚洲室内运动会：22金21银43铜86枚奖牌（亚洲第8）
夏季青年奥运会：6银2铜8枚奖牌（亚洲第11，世界第58）
世界武搏运动会：无奖牌
亚洲武艺运动会：3金7银23铜33枚奖牌（亚洲第10）
亚洲沙滩运动会：8金4铜12枚奖牌（亚洲第5）
亚洲青年运动会：5金3银3铜11枚奖牌（亚洲第7）

## 教育
印度实行12年一贯制中小学教育。高等教育共8年，包括3年学士课程、2年硕士课程和3年博士课程。还有各类职业技术教育、成人教育等非正规教育。
全国现有254所综合性大学，著名的有印度理工学院、德里大学、尼赫鲁大学、加尔各答大学等。

## 外交

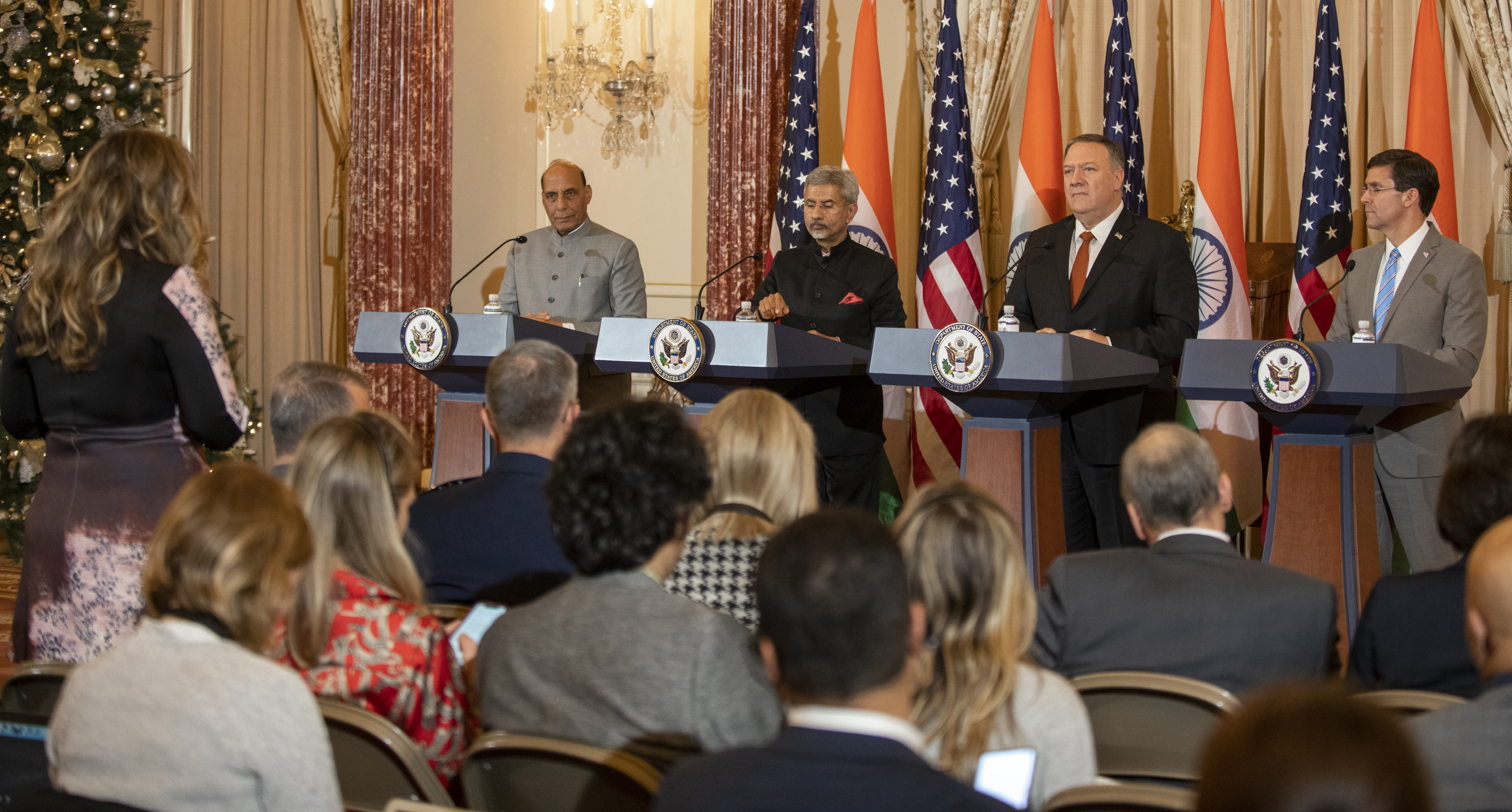
美国时任国防部长马克·埃斯珀、国务卿迈克·蓬佩奥，印度外交部长苏杰生和国防部长拉杰纳特·辛格於2020年在华盛顿的美印2+2会议

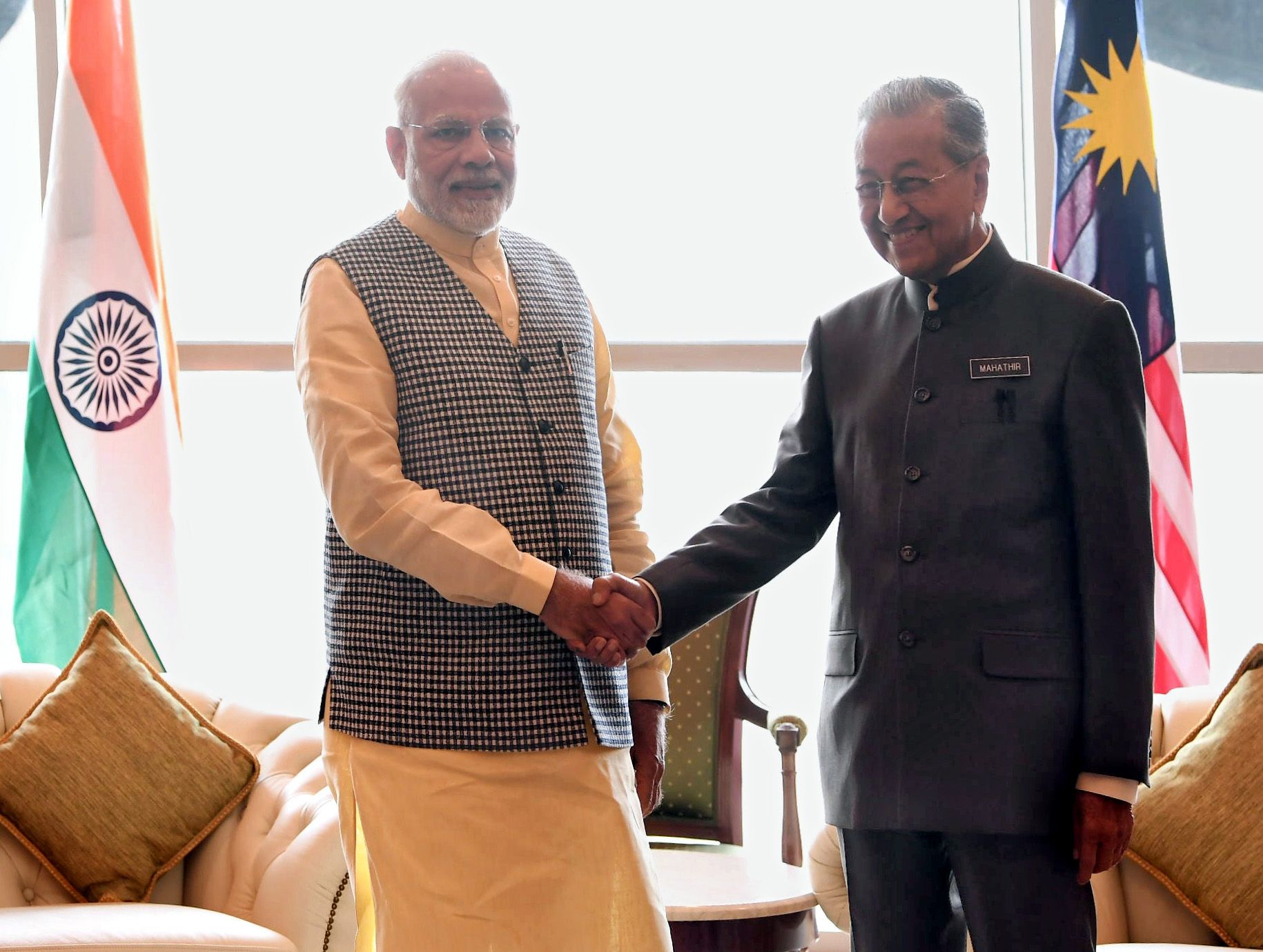
2018年5月31日印度总理莫迪在吉隆坡与马来西亚首相马哈迪·莫哈末会面

冷战时期，印度奉行「不结盟」政策，不与东、西方任何阵营结盟。但是，印度发展了同苏联的密切关系，并得到了广泛的军事支持。
冷战的结束大大影响了印度的外交政策。印度开始执行东望和西联政策，旨在加强与美国、中国、欧盟、日本、以色列、拉丁美洲和东南亚国家联盟的外交和经贸关系。2003年10月印度加入《东南亚友好合作条约》，和东盟关系显著加深。印度与非洲联盟，英联邦成員國以及阿拉伯國家也有着紧密的联系。印度仍然与俄罗斯保持着密切的军事联系。自纳伦德拉·莫迪执政以来，印度同美国、法国等西方国家的战略伙伴关系更加密切。随着莫迪政府在印太地区更自信的外交政策，与中国和巴基斯坦的关系更加紧张。
中印边境战争时期，中国因朝鲜战争和中苏交恶的影响，印度因此同时受到美英苏三国支持。1976年双方恢复互派大使后，中印两国关系曾有一定改善。但随着中印边界冲突再起、中國積極支持巴基斯坦和印度参加美國領導的四方安全对话，两国关系直线下滑。
印度积极参与各项联合国维和任务。目前，印度是联合国第三大的部队派遣国，并且正在努力争取成为联合国安理会的常任理事国。
为促进观光产业发展，2014年2月印度国会事务与计划部宣布，实施落地签证新增名单增加到180个国家和地区，包含中国在内.。

## 军事

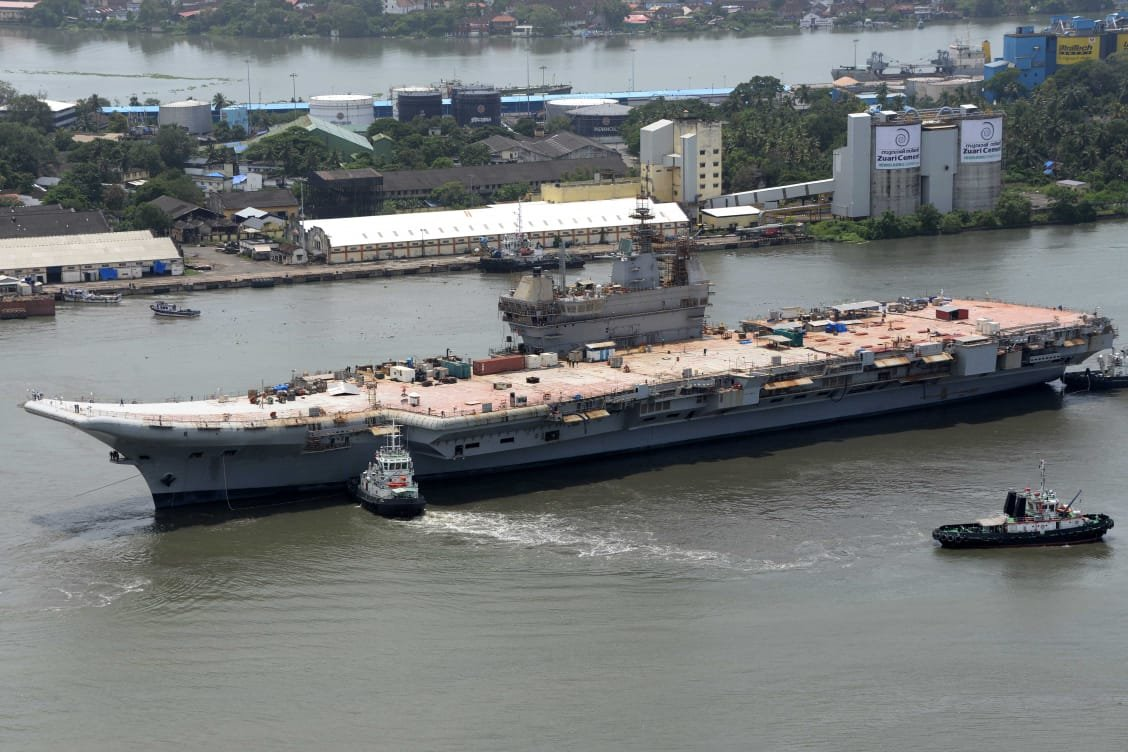
印度自行建造的维克兰特号航母下水

印度武装部队在印度共和国整体的军事组织而言，包括印度陆军、印度海军、印度空军，以及各种其他包括印度海岸防卫队、印度准军事部队和核战略司令部等支持服务机构。印度保持世界第4大武装力量，估计常规部队总兵力有1,325,000人。印度武装部队正在迅速扩大和现代化，在未来将有军事航天计划，目前则是正在积极开发导弹防御系统和强大的核武军事能力。

### 陆军
印度陆军人数在21世纪初保持在百万人的水平，是世界上人数最多的陆军。印度完全采纳志愿役制度，未使用过征兵制。印度陆军起初的目标是为了保护国家的边界，然而近来也开始对内部提供安全保护，特别是针对袭击克什米尔和东北部的武装恐怖分子、分离分子。

### 海軍
印度海軍擁有55,000人，其中有5,000名海軍航空兵和2,000名海軍陸戰隊，是世界第五大海軍。印度海軍目前擁有超過155艘船艦，包括現已退役的維拉特號航空母艦，目前印度現役航母為維克拉瑪蒂亞號航空母艦（直譯為「超日王號航空母艦」），一艘建造中。
印度海軍在2016年8月起在印度洋部署了彈道飛彈潛艦，以保障國家海域戰略安全，主要防禦巴基斯坦與中国人民解放军海军的威脅，目前印度共有五艘彈道飛彈潛艦。

### 空軍
印度空軍擁有140,000人，正式成立於1932年10月8日，随后作為輔助空軍的印度帝國和皇家前鋒1945年在二戰期間印度空軍正式進入戰場作戰。自獨立以來，印度空軍参与过同周邊的巴基斯坦和中国的四場戰爭。印度空軍也一直積極参与聯合國維持和平的任務。

### 海岸警衛隊
印度海岸警衛隊拥有5,500人，印度海岸警衛隊的組織類似於其他的印度武裝部隊。它按海岸警衛隊法創建於1978年8月18日成為一個獨立的單位。它的工作由印度國防部指揮。

### 引用
1. 1 2 3  National Informatics Centre 2005.
2. ↑  . India.gov.in.   [2013-07-06]. （原始内容存档于2013-07-06）.
3. ↑  .   [2016-10-08]. （原始内容存档于2014-07-04）.
4. 1 2  . National Informatics Centre.   [2015-12-27]. （原始内容存档于2016-02-01） （印地语）.
5. ↑   (PDF).   [2013-07-01]. （原始内容 (PDF)存档于2013-10-08）.
6. ↑  .   [2016-10-08]. （原始内容存档于2015-09-13）.
7. ↑  .   [2016-10-08]. （原始内容存档于2017-01-31）.
8. ↑  . india.gov.in.   [2016-10-08]. （原始内容存档于2014-02-09）.
9. ↑  . IMF.   [2023-08-07]. （原始内容存档于2023-08-07） （英语）.
10. ↑  . 印度人口普查.   [2016-06-17]. （原始内容存档于2016-05-22）.
11. ↑   (PDF). 印度人口普查.   [2016-06-17]. （原始内容存档 (PDF)于2016-04-30）.
12. 1 2 3 4 5 6  . World Economic Outlook Database. International Monetary Fund (IMF). 2023-04  [2024-02-28]. （原始内容存档于2023-05-12）.
13. ↑  . World Bank.   [2024-03-21]. （原始内容存档于2024-04-26）.
14. ↑   (PDF). UNITED NATIONS DEVELOPMENT PROGRAMME.   [2024-3-21]. （原始内容存档 (PDF)于2024-03-13）.
15. 1 2  Khan, Saeed. . The Times of India. 2010-01-25  [2014-05-05]. （原始内容存档于2014-03-18）.
16. 1 2  Press Trust of India. . The Hindu. Ahmedabad. 2010-01-25  [2014-12-23]. （原始内容存档于2014-07-04）.
17. 1 2  Ministry of Home Affairs 1960.
18. ↑  . India.gov.in.   [2013-08-23]. （原始内容存档于2014-02-09）.
19. 1 2  . thecommonwealth.org.   [2018-09-10]. （原始内容存档于2022-02-16）.
20. ↑  Akhilesh Pillalamarri. . The DIPLOMAT.   [2023-01-26]. （原始内容存档于2023-03-09）.
21. ↑  . WorldAtlas.   [2021-01-06]. （原始内容存档于2021-02-24）.
22. ↑  . Reuters. 2012-03-26  [2022-10-24]. （原始内容存档于2022-11-17） （英语）.
23. ↑  Welle (www.dw.com), Deutsche. . DW.COM. （原始内容存档于2023-10-10） （中文（中国大陆））.
24. ↑   (PDF).   [2023-07-19]. （原始内容存档 (PDF)于2022-01-31）.
25. ↑  《大唐西域記》卷二
26. ↑  .   [2023-09-12]. （原始内容存档于2023-10-09）.
27. ↑  . Travel Reports. 2021  [2023-09-12]. （原始内容存档于2023-12-04） （英语）.
28. ↑  .   [2017-08-25]. （原始内容存档于2017-08-25）.
29. ↑  .   [2017-08-25]. （原始内容存档于2017-08-25）.
30. ↑  Talageri, Shrikant G. . Aditya Prakashan. 2000. ISBN 978-81-7742-010-4 （英语）.
31. ↑  . RFI - 法国国际广播电台. 2023-06-23  [2023-06-26]. （原始内容存档于2023-07-03） （中文（简体））.
32. ↑  王晓文. . 2017  [2023-08-11]. （原始内容存档于2023-08-12） –《现代国际关系》.
33. ↑  印度启动世界最大规模选举选民达7.14亿 （页面存档备份，存于），新浪网新闻中心，2009年3月14日
34. ↑  . 新华网. 2017-07-17  [2019-05-07]. （原始内容存档于2019-05-07）.
35. ↑  . 新华网. 2017-07-25  [2019-05-07]. （原始内容存档于2019-05-07）.
36. ↑  . 澎湃新闻. 2017-07-20  [2019-05-07]. （原始内容存档于2019-05-07）.
37. ↑  . 新华网. 2017-08-06  [2019-05-07]. （原始内容存档于2019-05-07）.
38. ↑  . 凤凰网. 2009年8月6日  [2010年12月16日]. （原始内容存档于2011年11月4日）.
39. ↑   (PDF).   [2017-06-08]. （原始内容存档 (PDF)于2012-05-07）.
40. ↑  Ministry of Information and Broadcasting 2007，第1頁.
41. ↑  . ibef.org.   [2014-04-12]. （原始内容存档于2016-08-04）.
42. ↑  SUDALAIMUTHU, S.; RAJ, S.A. . PHI Learning. 2009  [2016-04-07]. ISBN 9788120337923. （原始内容存档于2019-05-14）.
43. ↑  Kumar, Dharma (Ed.). . . : 422.
44. ↑  Nayak, Goldar & Agrawal 2010，第xxv頁.
45. 1 2  International Monetary Fund.
46. ↑  簡采倫. . 上報 UP Media. 2018-07-13  [2018-07-16]. （原始内容存档于2018-07-16） （中文（臺灣））.
47. ↑  International Monetary Fund 2011，第2頁.
48. ↑  Wolpert 2003，第xiv頁.
49. ↑  Alamgir 2008，第23, 97頁.
50. 1 2 3  Organisation for Economic Co-operation and Development 2007.
51. ↑  Gargan 1992.
52. ↑  . World Trade Organization.   [2018年6月13日]. （原始内容存档于2011年6月29日） （英语）.
53. ↑  Sakib Sherani. . dawn.com.   [2015-12-17]. （原始内容存档于2015-12-16）.
54. 1 2 3 4  Library of Congress 2004.
55. ↑  The Times of India 2009.
56. ↑  Economist 2011.
57. ↑  Bonner 2010.
58. 1 2  Farrell & Beinhocker 2007.
59. ↑  Schwab 2010.
60. ↑  Sheth 2009.
61. ↑  Telecom Regulatory Authority 2011.
62. ↑  Business Line 2010.
63. ↑  Express India 2009.
64. 1 2  Yep 2011.
65. 1 2  World Bank 2006.
66. ↑  World Bank a.
67. ↑  World Bank b.
68. ↑  Drèze & Goyal 2008，第46頁.
69. ↑  Pal & Ghosh 2007.
70. ↑  British Broadcasting Corporation 2010 c.
71. ↑  International Monetary Fund 2011.
72. ↑  . YouTube.com.   [2017-06-08]. （原始内容存档于2016-04-10）.
73. ↑  TOP. . Cna.com.tw. 2016-06-28  [2017-06-08]. （原始内容存档于2017-10-10）.
74. ↑   (PDF). 普華永道事務所. 2011年1月  [2018-06-12]. （原始内容存档 (PDF)于2018-08-20）.
75. ↑  . The Economist.   [2017-05-25]. （原始内容存档于2017-05-25）.
76. ↑  .   [2020-02-21]. （原始内容存档于2020-02-21）.
77. ↑   (PDF). 2011年4月6日  [2012年5月14日]. （原始内容 (PDF)存档于2011年4月24日） （英语）.
78. ↑  Khan, Danish. . The Economic Times. 2017-10-28  [2017-11-05]. （原始内容存档于2017-10-31）.
79. ↑  . 2010年4月10日  [2018年6月13日]. （原始内容存档于2022年2月16日） （英语）.
80. ↑  . 2009年10月13日  [2018年6月13日]. （原始内容存档于2018年8月20日） （英语）.
81. ↑  . NDTV.   [2018-06-13]. （原始内容存档于2017-06-16）.
82. ↑  . 2012年1月4日  [2018年6月13日]. （原始内容存档于2012年5月9日） （英语）.
83. ↑  Vishal Dutta. . Economic Times. 2012-07-10  [2012-10-31]. （原始内容存档于2013-01-16）.
84. ↑  . Express Pharma. 2012-01-15  [2012-10-31]. （原始内容存档于2013-01-16）.
85. ↑  Biotechnology and Pharmaceutical Sector in India: sector briefing by the UK Trade and Investment 2011, utki.gov.uk
86. ↑  . Differding.com. 2014-02-11  [2014-04-04]. （原始内容存档于2014-02-23）.
87. ↑  . 美国中情局. 2014-12-16  [2016-06-19]. （原始内容存档于2016-05-17）.
88. ↑  Stella Peng. . globalvoices. 2016-02-26  [2016-11-22]. （原始内容存档于2016-11-23）.
89. ↑  . 人民网. 2008-08-04  [2012-01-06]. （原始内容存档于2014-02-03） （中文（简体））.
90. ↑  . 五矿国际广告展览有限公司.   [2016-11-22]. （原始内容存档于2016-11-22）.
91. ↑  . 人民网. 2015年9月25日  [2016-11-22]. （原始内容存档于2016年3月4日）.
92. ↑  . Nextplus.nextmedia.com. 1980-01-01  [2017-06-08]. （原始内容存档于2018-01-10）.
93. ↑  . Malayala Manorama. 2006: 515. ISSN 0542-5778.
94. ↑  . Inland Waterways Authority of India.   [2009-06-20]. （原始内容存档于2020-11-01）.
95. 1 2  赵巍. . 中国经济网. 2016年7月4日  [2016-11-22]. （原始内容存档于2016年11月22日）.
96. ↑  O.P.Agarwal.  (PDF). 城市交通. 2010年9月, 第8卷 (第5期)  [2016-11-17]. （原始内容 (PDF)存档于2016-11-18）.
97. ↑  . 印度中文网. 2012-11-30  [2016-11-21]. （原始内容存档于2016-11-21）.
98. 1 2 3 4  Ministry of Home Affairs 2011.
99. ↑  Ministry of Home Affairs 2010–2011 b.
100. ↑  Central Intelligence Agency.
101. ↑  . www.worldometers.info.   [2019-03-22]. （原始内容存档于2016-02-04） （英语）.
102. ↑  Rorabacher 2010，第35–39頁.
103. ↑  World Health Organisation 2006.
104. ↑  Boston Analytics 2009.
105. ↑  Robinson 2008.
106. ↑  Dev & Rao 2009，第329頁.
107. 1 2  Garg 2005.
108. ↑  Dyson & Visaria 2005，第115–129頁.
109. ↑  Ratna 2007，第271–272頁.
110. ↑  Skolnik 2008，第36頁.
111. ↑  Singh 2004，第106頁.
112. ↑  . 中国新闻网. 2014-04-16. （原始内容存档于2014-04-16）.
113. ↑  . BBC中文网. 2014年6月14日. （原始内容存档于2014年6月18日）.
114. ↑  欧东明. . 南亚研究季刊, 2002(3):P64-P69.
115. ↑  Dharwadker 2010，第168–194, 186頁.
116. ↑  Ottenheimer 2008，第303頁.
117. ↑  Mallikarjun 2004.
118. ↑  Ministry of Home Affairs 2010–2011.
119. ↑  . 光明日报. 2011-01-25  [2013年1月10日]. （原始内容存档于2012年8月9日） （中文）.
120. ↑  Babones, Salvatore. . Foreign Policy. 2021-02-01  [2023-08-11]. （原始内容存档于2023-09-21） （美国英语）.
121. ↑  . 美国之音. 2023-06-03  [2023-08-11]. （原始内容存档于2023-08-11） （中文）.
122. ↑  何宏儒. 《印度对180国开放落地签》. 中央社. 2014年2月7日. （页面存档备份，存于）
123. ↑  Nilanthi Samaranayake.  (PDF). CNA corporation. 2018-02-26  [2018-06-16]. （原始内容存档 (PDF)于2018-06-16） （英语）.